# 3944 Halliday
3944 Halliday este un asteroid din centura principală, descoperit pe 24 noiembrie 1981 de Edward Bowell.